# Suzanne Joinson
Suzanne Joinson er en britisk forfatter.

## Bøger på dansk
- En cyklende dame i Kashgar (A Lady Cyclist’s Guide to Kashgar), 2013

## Eksterne links
- http://www.suzannejoinson.com/